# BT Füchse
Die BT-Füchse Handballclub Bruck-Trofaiach sind eine Handball-Spielgemeinschaft aus Bruck an der Mur und Trofaiach.

## Geschichte
2020 fusionierten die Vereine HC Bruck und ATV Trofaiach unter dem Namen BT-Füchse Handballclub Bruck-Trofaiach. Ziel ist es, die Jugendarbeit zu professionalisieren und langfristig einen Akademiestandort in der Obersteiermark zu etablieren. Während die Damen von der ersten Saison an in der höchsten Spielklasse spielten, schafften die Herren 2020/21 den Aufstieg in die Handball Liga Austria.

## HLA-Kader 2024/25
| Nr. | Name                 | Nationalität | Position       | im Team seit | Letzter Verein             |
| --- | -------------------- | ------------ | -------------- | ------------ | -------------------------- |
| 12  | Stipe Purić          | Kroate       | Tor            | 2025         | RK Moslavina               |
| 24  | Julian Mittendorfer  | Österreicher | Tor            | 2023         | eigene Jugend              |
| 78  | Felix Rachwalik      | Österreicher | Tor            | 2024         | eigene Jugend              |
| 3   | Thomas Nenadic       | Österreicher | Rückraum Mitte | 2010         | --                         |
| 4   | Marko Karaula        | Bosnier      | Rückraum Mitte | 2023         | TuS Ferndorf               |
| 14  | Antonio Pribanić     | Kroate       | Kreis          | 2024         | SCM Politehnica Timisoara  |
| 17  | Thomas Kuhn          | Österreicher | Links Außen    | 2020         | Handball Sportunion Leoben |
| 23  | Christoph Wolfger    | Österreicher | Rechts Außen   | 2023         | eigene Jugend              |
| 25  | Tilen Kosi           | Slowene      | Rückraum Mitte | 2023         | RK Jeruzalem Ormoz         |
| 26  | Martin Breg          | Österreicher | Rechts Außen   | 2010         | --                         |
| 27  | Florian Hofstätter   | Österreicher | Rückraum Mitte | 2023         | eigene Jugend              |
| 39  | Adel Rastoder        | Luxenburger  | Rückraum Links | 2023         | HG Saarlouis               |
| 55  | Thomas Tremmel       | Österreicher | Kreis          | 2005         | --                         |
| 79  | Sandro Jankovitsch   | Österreicher | Kreis          | 2024         | JAGS Vöslau                |
| 80  | Moritz Krainer       | Österreicher | Links Außen    | 2023         | eigene Jugend              |
| 92  | Raul Santos          | Österreicher | Links Außen    | 2022         | VfL Gummersbach            |
| 94  | Christoph Neuhold    | Österreicher | Rückraum Links | 2022         | TuS Ferndorf               |
| 95  | Hazbulat Sabazgiraev | Österreicher | Kreis          | 2021         | Handball Sportunion Leoben |

| Zugänge 2024/25 - Antonio Pribanić (SCM Politehnica Timisoara) - Sandro Jankovitsch (JAGS Vöslau) - Stipe Purić (RK Moslavina) | Abgänge 2024/25 - Denis Skrinjar (unbekannt) - Paul Wulz (unbekannt) - Leo Nikolic (unbekannt) - Urh Brana (Csurgói KK) |

| Zugänge 2025/26 - Jan Kroiss (Bregenz Handball) - Christoforos Tsakouridis (Diomidis Argous) - Clemens Meleschnig (Handball West Wien) | Abgänge 2025/26 - Marko Karaula (unbekannt) - Moritz Krainer (Karriereende) - Raul Santos (Karriereende) |

## Trainer
Männermannschaft:
- Benjamin Teraš (2021–)[17]
- Jürgen Radischnig (März 2021–Mai 2021)[18]
- Dino Poje (2020–2021)

Frauenmannschaft:
- Mario Maretić (2022–)[19]

- Patrick Schadl (2021–2022)[20]
- Ivan Hrupić (2020–2021)krone.at